# Francisco Rodrigues (futebolista brasileiro)
Francisco Rodrigues mais conhecido como Rodrigues ou Rodrigues Tatu, (São Paulo, 27 de junho de 1925 — São Paulo, 30 de outubro de 1988), foi um futebolista brasileiro, que atuou como Atacante, mais precisamente na Ponta-esquerda.
Jogou em grandes clubes do país, como o Fluminense, o Botafogo e o Palmeiras, onde marcou 125 gols e passou a integrar a lista dos dez maiores artilheiros da história da equipe. Participou de duas Copas do Mundo pela Seleção Brasileira.

## Carreira
Rodrigues começou a carreira como jogador no Ypiranga em 1942 e, em 1945, transferiu-se para o Fluminense, onde ficou até 1950. Durante esse período, ganhou o Campeonato Carioca de 1946 e o Torneio Municipal de 1948. Na conquista do Campeonato Carioca de 1946 foi o artilheiro da equipe tricolor e do campeonato ao marcar 28 gols em um ataque que marcou 97 gols no total.[carece de fontes?]
Em 1950, durante a Copa do Mundo transferiu-se para o Palmeiras, estreando em 23 de julho de 1950, onde jogou até 1955 na sua primeira passagem. Na equipe alviverde, ganhou um Campeonato Paulista em 1950 e foi decisivo na conquista da Copa Rio de 1951, nas finais disputadas contra a Juventus, da Itália, marcando um gol em cada um dos jogos.
Em 1955, foi para o Botafogo, antes de voltar ao Palmeiras em 1956, depois passando pelo Juventus, em 1957, e pelo Paulista, em 1958, e voltar para o Juventus em 1959. Terminou a carreira no Rosario Central em 1961.
Foi convocado pela Seleção Brasileira para as Copas do Mundo de 1950 e 1954.

## Títulos
Palmeiras
- Copa Rio: 1951
- Torneio Rio-São Paulo: 1951
- Campeonato Paulista: 1950
- Taça Cidade de São Paulo: 1950 e 1951

Fluminense
- Campeonato Carioca: 1946
- Torneio Municipal: 1948
- Taça Departamento de Imprensa Esportiva 1948 (versus Racing)
- Taça Embajada de Brasil 1950 (versus Sucre)
- Taça Comite Nacional de Deportes 1950 (versus Alianza)
- Taça General Manuel A. Odria 1950 (versus Seleção de Arequipa)

Seleção Brasileira
- Campeonato Panamericano: 1952